# Nick Ponzio
Nicholas James Ponzio, detto Nick (San Diego, 4 gennaio 1995), è un pesista statunitense naturalizzato italiano.

## Biografia
Nato a San Diego e di origini italiane (il bisnonno era siciliano), il 15 giugno 2021 ottiene la cittadinanza italiana. Il 27 giugno partecipa ai campionati italiani assoluti 2021 vincendo il titolo nel getto del peso. Partecipa ai Giochi olimpici di Tokyo 2020 lanciando 20,28 m non superando le qualificazioni.
Il 22 febbraio 2022 migliora il primato personale indoor con la misura di 21,53 m a Toruń in Polonia, una settimana dopo vince il titolo nel getto del peso ai campionati nazionali assoluti indoor di Ancona.
Il 7 marzo 2022, in occasione del meeting indoor di Belgrado, Ponzio stabilisce il record italiano indoor con la misura di 21,61 m, 2 cm in più del precedente primato stabilito da Leonardo Fabbri nel 2020.
Nel maggio 2023, la Procura nazionale Antidoping gli ha inflitto 12 mesi di squalifica, decorrente dal 20 aprile 2023 al 19 aprile 2024, per la violazione dell'articolo 2.4 del Codice Sportivo Antidoping (CSA), per aver saltato tre controlli dell'antidoping.

## Palmarès
| Anno | Manifestazione  | Sede      | Evento         | Risultato | Prestazione | Note |
| ---- | --------------- | --------- | -------------- | --------- | ----------- | ---- |
| 2021 | Giochi olimpici | Tokyo     | Getto del peso | 20º (q)   | 20,28 m     |      |
| 2022 | Mondiali indoor | Belgrado  | Getto del peso | 7º        | 21,30 m     |      |
| 2022 | Mondiali        | Eugene    | Getto del peso | 9º        | 20,81 m     |      |
| 2022 | Europei         | Monaco    | Getto del peso | 4º        | 20,98 m     |      |
| 2023 | Europei indoor  | Istanbul  | Getto del peso | 10ª (q)   | 19,83 m     |      |
| 2025 | Europei indoor  | Apeldoorn | Getto del peso | 6º        | 20,26 m     |      |

## Campionati nazionali
- 2 volte campione nazionale assoluto del getto del peso (2021, 2022)
- 1 volta campione nazionale assoluto indoor del getto del peso (2022)

2021
- Oro ai campionati italiani assoluti (Rovereto), getto del peso - 20,78 m

2022
- Oro ai campionati italiani assoluti indoor (Ancona), getto del peso - 21,34 m
- Oro ai campionati italiani assoluti (Rieti), getto del peso - 21,34 m

2023
- Bronzo ai campionati italiani assoluti indoor (Ancona), getto del peso - 20,60 m

2025
- Bronzo ai campionati italiani assoluti indoor, getto del peso - 20,63
- Bronzo ai campionati italiani assoluti, getto del peso - 20,38 m

## Altre competizioni internazionali
2020
- Oro al Golden Gala Pietro Mennea ( Roma), getto del peso - 21,09 m

2022
- Argento in Coppa Europa di lanci ( Leiria), getto del peso - 21,83 m
- 6º al Prefontaine Classic ( Eugene), getto del peso - 20,87 m
- 6º al Golden Gala Pietro Mennea ( Roma), getto del peso - 20,59 m
- 4º al Kamila Skolimowska Memorial ( Chorzów), getto del peso - 20,81 m